# Borås
Pour les articles homonymes, voir Boras.
Pour la commune, voir Borås (commune).
Borås est une ville de 66 273 habitants (2010) située dans le comté de Västra Götaland et dans la province historique de Västergötland, en Suède, à environ 60 km de Göteborg. Elle est le chef-lieu de la commune de Borås.

## Géographie

### Climat
Borås a un climat intérieur avec des éléments de climat maritime. Borås a le deuxième plus grand nombre de jours de pluie en Suède - 192 jours de pluie par an - et reçoit normalement 975 mm de précipitations par an.
La température moyenne en juillet est de 20 °C au maximum et de 10 °C au minimum, la température moyenne en janvier est de -1 °C au maximum et de -6 °C au minimum.

## Histoire
La ville fut fondée par le roi Gustave II Adolphe en 1621. Elle fut dévastée par des incendies en 1681, 1727, 1822 et 1827. L'église Caroli, en ayant échappé à toutes ces incendies, en est le plus ancien bâtiment.

## Industrie
L'entreprise Swedac est basée à Borås, ainsi qu'Ericsson, qui y a un important site de production, où les micro-ondes Mini-Link sont entre autres fabriqués.
À l'extérieur de la ville, dans le parc industriel de Viared, sont implantées de nombreuses entreprises spécialisés dans le secteur de la logistique. Les industries de Borås travaillent en étroite collaboration avec le collège universitaire de Borås, ainsi qu'avec le SP - Institut de recherche technique suédois, tous deux situés à Borås. En plus d'abriter le kilogramme-étalon et l'horloge atomique sur laquelle est basée l'heure nationale suédoise, SP conduit diverses expériences et recherches pour promouvoir la protection des consommateurs.

## Transport
Grâce à sa situation dans les forêts du Västergötland, à proximité de Göteborg, Jönköping et Varberg, Borås a été une sorte de plaque tournante depuis la seconde moitié du XIXe siècle. Le trafic ferroviaire vers la ville est toujours important, tant pour le fret que pour les passagers, avec des chemins de fer vers Göteborg, Herrljunga, Varberg, Alvesta et Kalmar. Le trafic ferroviaire s'effectue sur Älvsborgsbanan, Kust till kust-banan et Viskadalsbanan. Il y avait autrefois un chemin de fer vers Svenljunga, Ulricehamn et Jönköping. La ville dispose d'un grand terminal pour le transport ferroviaire du bois.
Les services de transport de passagers entre Borås et Herrljunga/Vänersborg/Uddevalla, ainsi que les services entre Borås et Varberg et entre Borås et Göteborg, sont assurés par Västtrafik. DSB First Väst était responsable de ces services pour le compte de Västtrafik, mais depuis que DSB First Väst s'est retiré en 2012 en raison d'un manque de rentabilité et d'une menace de faillite, c'est SJ Götalandståg qui est responsable de ces services. SJ exploite également ses propres services à travers la ville, avec 3 trajets doubles depuis le 11 décembre 2011, entre Borås et Kalmar (les trains circulent entre Göteborg et Kalmar), et 2 trajets doubles entre Borås et Växjö (ces trains ne continuent pas jusqu'à Kalmar). Ce service est assuré par des trains régionaux tractés par des locomotives.
L'aéroport le plus proche avec des vols réguliers est l'aéroport de Göteborg-Landvetter.

## Sports

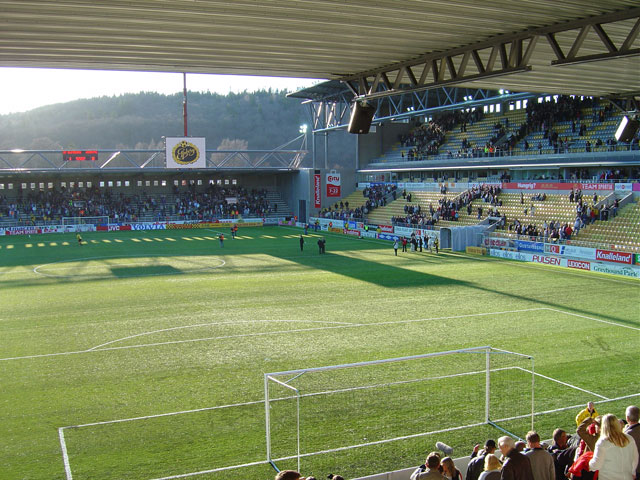
Borås Arena le 17 avril 2015.

La ville accueille le club de football de l'IF Elfsborg qui dispute en 2021 l'Allsvenskan la première division nationale. Le club fondé en 1904 a gagné dans son histoire 6 titre de champion national. Ce club joue ces matchs au Borås Arena, un stade situé dans la ville qui peut accueillir jusqu'à 16 000 personnes.
La ville accueille aussi une équipe de Hockey sur glace le Borås HC qui dispute en 2021 la Hockeyettan, la troisième division nationale.

## Personnalités liées à la commune
- Pierre Adolphe Hall (1739-1793), miniaturiste
- Thure Ahlqvist (1907-1983), boxeur, médaillé olympique en 1932
- Henning Mankell (1948-2015), écrivain
- Ingvar Carlsson, homme politique, ancien premier ministre de la Suède (1986-1991, 1994-1995)
- Magnus Carlsson, chanteur du groupe Alcazar
- Carolina Klüft, athlète
- Victoria Sandell Svensson, footballeuse
- Helena Paparizou, chanteuse gréco-suédoise
- David Lindström, acteur (Vikings)
- AronChupa, chanteur, compositeur, producteur, DJ et footballeur professionnel, membre du groupe electro/hip-hop Albatraoz
- Frank Wernitz (1957-), historien militaire

## Architecture
Le bâtiment de police a été conçu par les architectes Lise Roel et Hugo Höstrup en 1965.

## À voir
- Le parc zoologique de Borås
- L'église de Hedared
- Gare de Borås central

## Photos

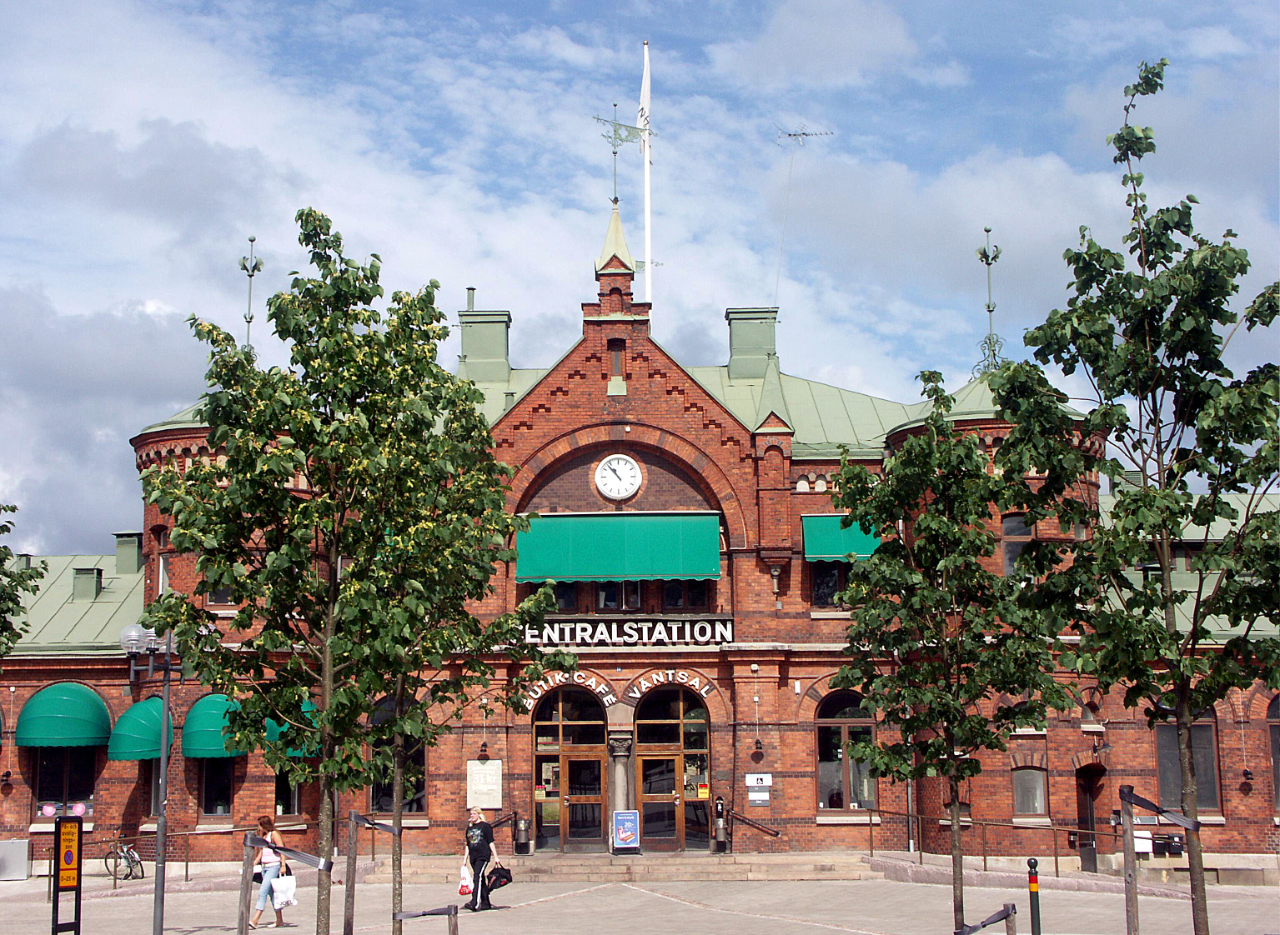
La gare de Borås central.
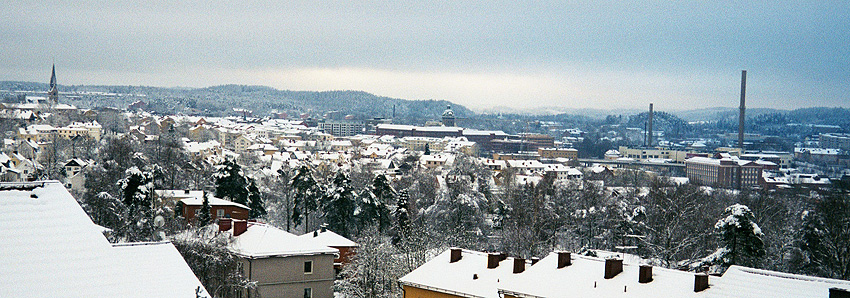
Borås sous la neige.
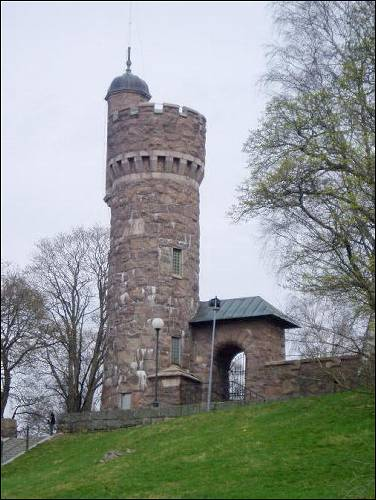
Château d'eau à Borås.
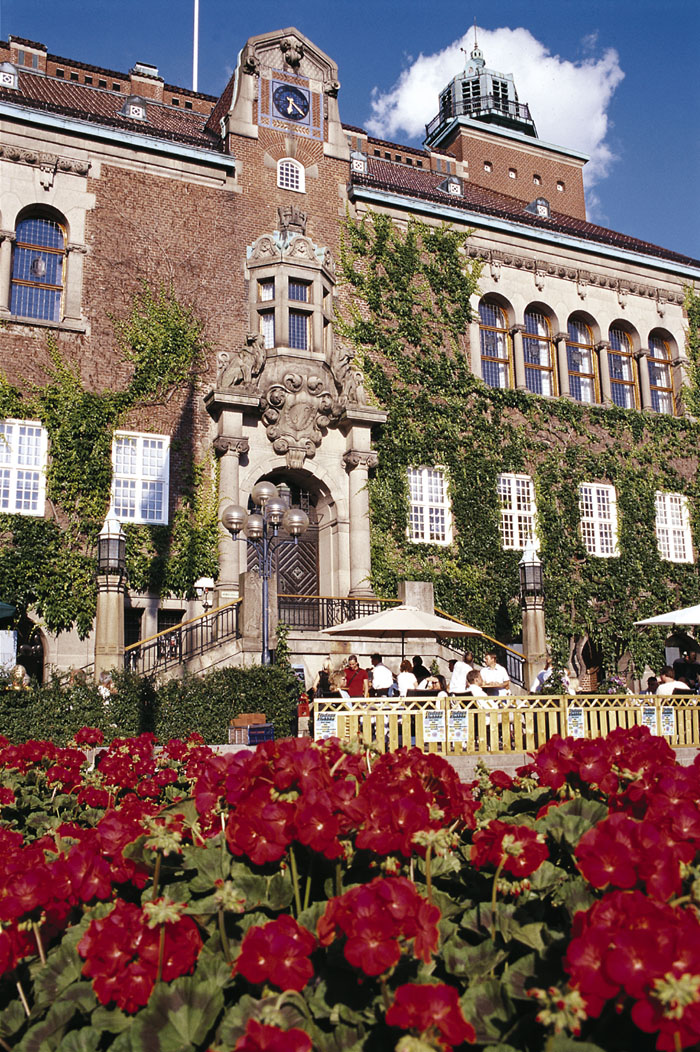
L'Hôtel de ville.